# مفتاح الحساب
مفتاح الحساب نام کتابی است از غیاث‌الدین جمشید کاشانی که در حدود سال ۸۲۴ه.ق/۸۰۶ ه.ش / ۱۴۲۱ م. تالیف شده است.
این کتاب به زبان عربی نوشته شده است و با آن که برای تدریس نوشته شده است اما شامل ابداعات بکر زیادی است و همین ویژگی موجب شد که صدها سال به عنوان کتاب آموزشی و کتاب‌درسی ریاضیات مورد استفاده قرار گرفته و در حوزه های علمی اسلامی تدریش شود.
مفتاح الحساب از مهترین تالیفات کاشانی محسوب می‌شود و احتمالاً این کتاب در گسترش کسرهای ده‌دهی در اروپا مؤثر بوده است.

## منبع
- کاشانی‌نامه - احوال و آثار غیاث‌الدین جمشید کاشانی؛ تالیف: ابولقاسم قربانی، مرکز نشر دانشگاهی
- خلاصه زندگینامه علمی دانشمندان؛ بنیاد دانشنامه بزرگ فارسی؛ زیر نظر احمد بیرشک